# 총리 질의응답

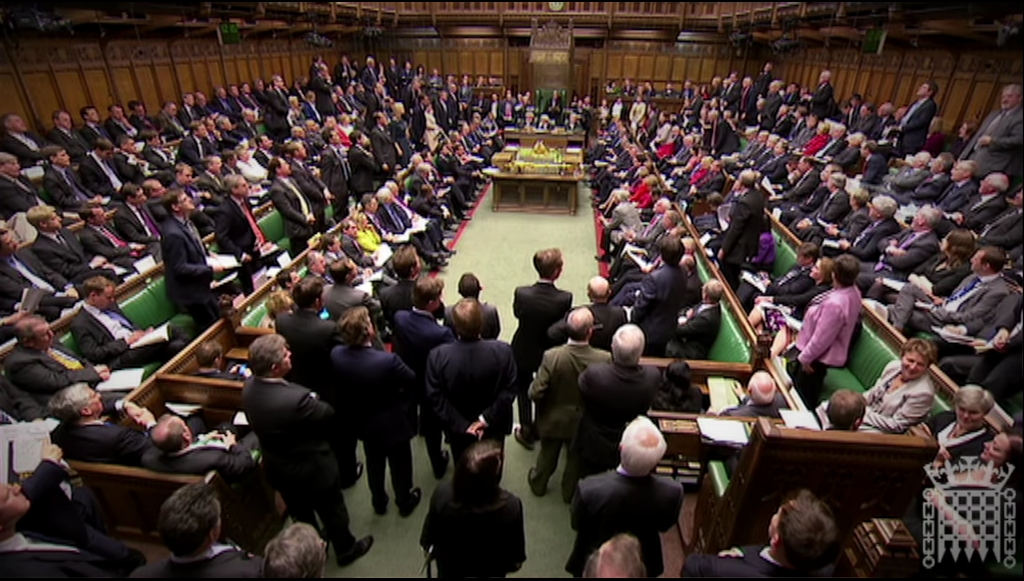
총리 질의응답이 이뤄지는 영국 서민원의 회의장은 그 여느 때보다 소란스러워진다.

총리 질의응답 (Prime Minister's Question, PMQs, 공식 명칭은 Questions to the Prime Minister)은 영국의 서민원에서 진행되는 헌법관습 절차로, 매주 수요일마다 회의가 열리면 영국 총리가 국회의원의 질의를 받고 답변하는 시간이다.

## 역사
영국 총리가 의회에서 질의에 답변하는 것은 사실 수백년 동안 있어왔던 일이었지만, 총리라서 의의를 두지 않고 다른 대신에게 질의하는 것과 다름이 없는 것으로 취급하였다. 별다른 사전통지 없이 대신들이 시간만 된다면 의원들이 순서 구분 없이 질의했던 것이다. 하지만 1881년 질의응답에 시간 제한을 두게 되었고 총리를 대상으로 한 질의도 당일 회의의 마지막 순서로 옮겨지게 되었는데, 당시 총리였던 윌리엄 이워트 글래드스턴이 72세의 고령이어서 서민원 회의에 늦게 참석하도록 배려하는 의미에서 이뤄진 것이었다. 1953년에는 윈스턴 처칠 총리 역시 70대 후반의 나이였기에 화요일과 목요일의 고정된 날에만 질의서를 제출하도록 하였다.
1959년 영국 절차위원회 (Procedure Committee)는 총리 질의응답 시간이 화요일과 목요일 오후 15분씩, 총 두 차례의 고정기간동안 이뤄져야 한다고 권고하였다. 이러한 권고사항을 해롤드 맥밀런 총리가 수용하여, 1961년 7월 18일부터 회기가 끝나는 8월 4일까지 정기 총리 질의응답이 시범적으로 실시되었으며 성공적으로 마무리되었다. 이 때 가장 먼저 질문한 의원은 영국 노동당의 페너 브로크웨이 의원으로, 맥밀런 총리에게 주남아프리카공화국 영국 대사에 누구를 임명할 것인지를 물었다. 총리의 답변을 들은 브로크웨이 의원은 "질의 응답시간을 이렇게 새롭게 꾸려주셔서 감사하고, 총리님께서 편하신 것은 물론 의회에도 도움이 되길 바란다는 말씀 드려도 되겠습니까"라고 말했다고 한다. 이후 총리 질의응답은 1961년 10월 24일부터 각 회기 내 정규일정으로 자리잡았다.
총리 질의응답 시간의 구성과 양상은 시간이 흐르면서 조금씩 바뀌어 갔다. 셀루인 로이드 전 의장의 증언에 따르면, 초창기만 하더라도 질의응답 시간 동안 회의장이 활기는 띌 지언정 점잖게 진행되었는데, 해롤드 윌슨과 에드워드 히스 시절 두 사람의 개인적인 적대감으로 질의응답이 격화되면서 지금처럼 의원들이 시끌벅적하게 야유하는 문화가 자리잡았다고 한다. 또 과거에는 총리가 무조건 답변하는 것이 아니라 관련 장관에게 질문을 돌리기도 했고, 야당 대표 역시 할당된 질문수를 전부 사용하지 않는 회기도 있었으며, 아예 질문을 하지 않는 일도 가끔 있었다고 전해진다. 이런 모습은 마거렛 대처 정권 시절부터 바뀌었다. 마거렛 대처 총리는 내각 장관들에게 질문을 절대 돌리지 않고 항상 본인이 답변하였으며, 야당대표였던 닐 키녹 노동당 대표 역시 전례와는 달리 수많은 질문 공세를 펼쳐나갔다. 닐 키녹 대표의 후임인 존 스미스 대표도 할당된 질문수를 무조건 꼭 채웠다고 한다.
토니 블레어 총리는 취임 후 첫 행보 중 하나로 15분씩 두 차례 진행하는 질의응답 시간을 수요일 30분 한 차례만 진행하도록 바꾸었다. 시간대도 오후 3시에 진행하는 것으로 바꿨으며, 2003년부터 정오에 맞춰 시작하도록 했다. 질의시간이 통합되면서 각 회의마다 야당대표에게 주어지는 질문횟수도 3회에서 6회로 늘었으며, 제3당 대표의 질문 역시 기존의 1회에서 2회로 늘었다. 이러한 시간 변화가 적용된 질의응답은 1997년 5월 21일부터 시작되었다. 2010년부터 2015년까지 보수당과 자유민주당이 연립내각을 꾸릴 당시 제3당이었던 자유민주당 대표는 연정 구성 중이라는 이유로 질의를 생략했다. 그 대신 제2야당에 해당됐던 민주연합당의 나이절 도즈 대표가 1회씩 질문하고, 그 다음으로 규모가 큰 스코틀랜드 국민당이나 플라이드 컴리 소속 의원이 최소 1명씩 질의하였다.

## 진행

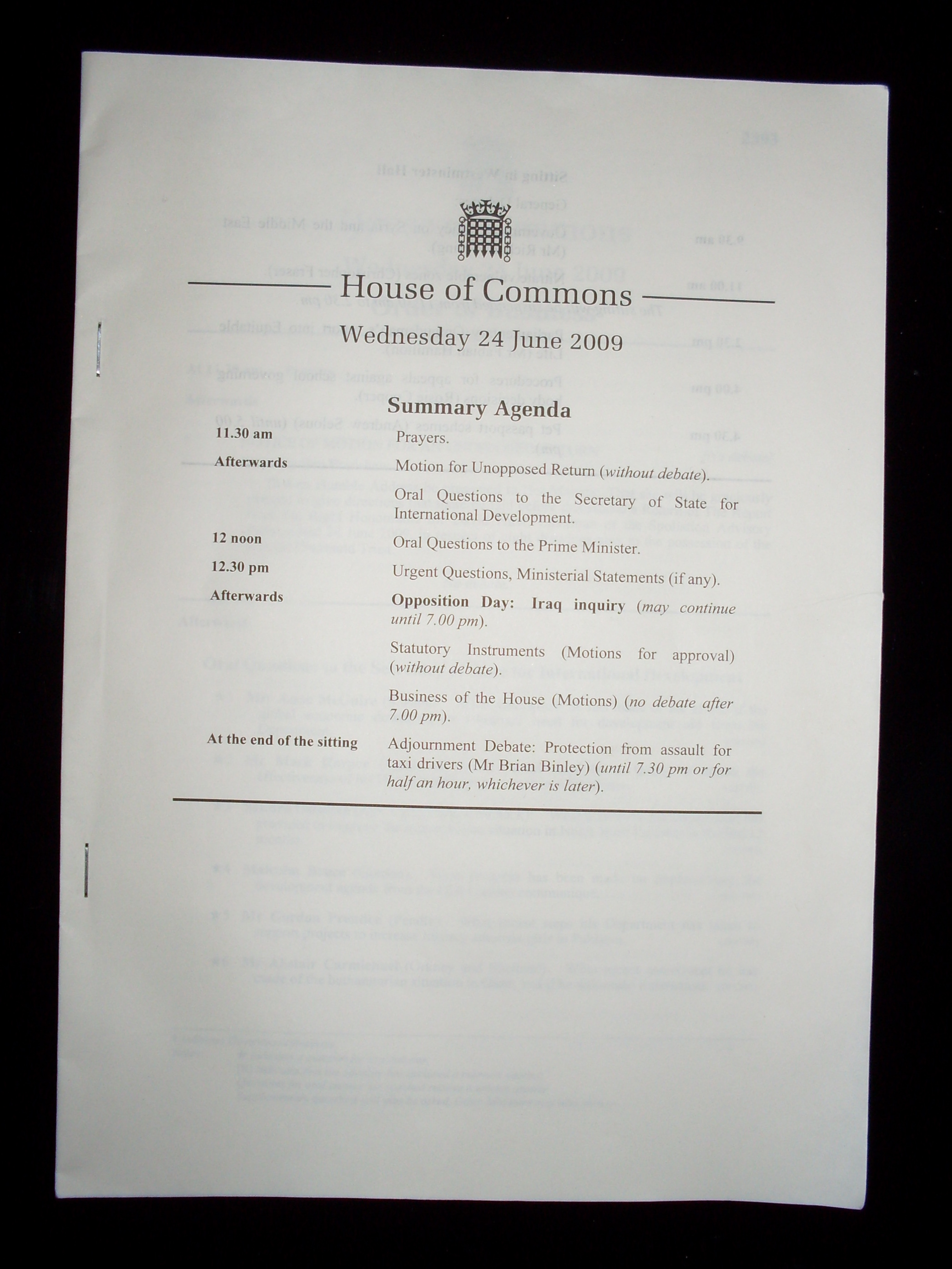
영국 서민원의 의사일정표 (2009년 6월 24일)

뒷자리 의석 의원, 즉 정부인사가 아닌 평의원 중 질의를 희망하는 의원은 오더 페이퍼라는 의사일정표에 이름을 반드시 기입한다. 질의 희망자의 이름은 투표용지에 섞어 무작위로 순서를 정한 뒤, 의장이 호명하게 된다. 의장이 의원에게 질의를 진행하라고 안내하되, 보통은 번갈아 가면서 질문하도록 한다. 이를테면 정부 쪽 의석에 앉은 의원이 한차례 질의하면, 반대쪽 야당 의석에 앉은 의원이 질의하고 다시 번갈아가는 식이다. 이름이 뽑히지 못한 의원은 총리가 답변하기 직전 일어섰다 앉았다를 반복하며 의장의 "눈에 띄면" 호명받아 질문을 보완하는 식으로 질의에 참여하게 된다.
야당 대표는 총 6차례의 질문 기회를 얻는다. 한번에 6번 다 질문하거나, 3회씩 두 차례에 걸쳐 질문하는 것이 보통이다. 첫번째 질문이 여당 쪽 평의원에서 나왔다면 그 다음으로 야당 대표가 질문에 나서게 된다. 첫번째 질문을 야당 대표가 진행했다면 정부 쪽 평의원의 질문이 이어지며 그 다음으로 다시 야당 대표가 질의에 나서게 된다. 이어서 제3당 대표가 2차례의 질문을 하게 되는데, 1988년부터 2010년까지는 영국 자유민주당 대표가, 2015년부터는 스코틀랜드 국민당 대표가 맡고 있다.
오더 페이퍼에 따른 공식 질의가 시작되면 "의장님, 첫번째입니다" (Number one, Mr. Speaker)라고 운을 뗀 뒤에 "총리께서 금일 업무를 말씀해주실 수 있는지" (if he/she will list his/her engagements for the day)라고 묻는 것이 일반적이다. 그렇게 질문이 시작되면 총리는 다음과 같이 답한다.
저는 아침에 각료분들과의 회의가 있었습니다. 본 회의에서 저의 직무와 더불어, 금일 추가로 회의를 더 진행할 것입니다.
This morning I had meetings with ministerial colleagues and others. In addition to my duties in this House, I shall have further such meetings later today.

이렇게 질의가 이뤄지는 이유는, 역사적으로 총리는 본인이 직접 책임지는 사안에 대해서만 질의를 받기 때문이다. 실무적인 사안은 내각 내 다른 장관들이 처리하는 것이 거의 대부분이기 때문에, 총리가 직접 나서야 하는 사안은 훨씬 적을 수밖에 없다. 의원들은 총리가 자신의 업무일정을 밝히도록 요구함으로서, 혹시라도 총리가 다른 할일이 있는지, 다른 조치에 나서야 하는지의 여부를 살필 수 있다.
총리는 업무일정을 밝히기에 앞서 중대한 사건이 마무리된 시국이라면 그에 알맞게 조의를 표하거나 축하를 표명하기도 한다. 이라크전 당시 토니 블레어 총리는 매 질의 때마다의 일주일 동안 전사한 영국군의 이름을 호명하며 조의를 표했다. 이러한 관습은 후대 총리들도 이어갔다. 업무일정까지 밝혔다면 그 의원은 총리의 업무에 관련된 것이라면 어느 주제든지 보충 질문을 던질 수 있다. 대다수 의원들이 똑같은 업무 질의를 상정하기 때문에, 이미 한번 질의가 이뤄졌다면 같은 질문을 상정했던 다른 의원들은 상정되지 않은 주제 내에서 질의를 진행하도록 한다. 이는 곧 총리 입장에서 무슨 질문을 받게 될 지는 알 길이 없다는 이야기이기도 하다.